# Branimir Štulić
Branimir Štulić, noto anche con lo pseudonimo di Johnny Štulić (Skopje, 11 aprile 1953), è un cantante jugoslavo naturalizzato olandese.
È noto per essere stato il frontman del gruppo rock Azra, a cavallo tra gli anni '70 e gli anni '80.